# Giorgio Giomo
Giorgio Giomo, né le 24 mai 1949, à Trévise, en Italie, est un ancien joueur italien de basket-ball. Il est le frère d'Augusto Giomo.

## Palmarès
- Coupe des coupes 1971, 1972
- Champion d'Italie 1972
- Coupe d'Italie 1972
- 3e du championnat d'Europe 1971